# Echinamoebidae
Famille
Les Echinamoebidae sont une famille d'amibes de la classe des Tubulinés et l'ordre des Echinamoebidés.

## Étymologie
Le nom de la famille vient du genre type Echinamoeba, dérivé du grec ἐχῖνος / echinos « hérisson », et amoeba / « amibe », littéralement « amibe hérisson », en référence à leurs « pseudopodes fins et courts, qui sont des projections en forme d'épines ».

## Description
Les Echinamoebidae sont des amibes aplaties avec de nombreux sous-pseudopodes courts et extrêmement fins qui peuvent être fourchus. Les sous-pseudopodes ont un noyau filamenteux central. Ces amibes ont généralement une dimension inférieure à 15 µm. Leurs pseudopodes sont courts, sont des projections en forme d'épines. Elles forment des kystes à parois cellulaires minces

## Liste des genres
Selon IRMNG (25 janvier 2025) :
- Echinamoeba Page, 1975
- Micriamoeba Atlan, Coupat-Goutaland, Risler, Reyrolle, Souchon, Briolay, Jarraud, Doublet & Pélandakis, 2012

## Systématique
Le nom valide de ce taxon est Echinamoebidae Page (d), 1975,.

### Publication originale
- (en) Frederick C. Page, « A new family of amoebae with fine pseudopodia », Zoological Journal of the Linnean Society, Linnean Society of London et OUP, vol. 56, no 1,‎ janvier 1975, p. 73-89 (ISSN 1096-3642 et 0024-4082, OCLC 01799617, DOI 10.1111/J.1096-3642.1975.TB00811.X).